# Bart van der Leck

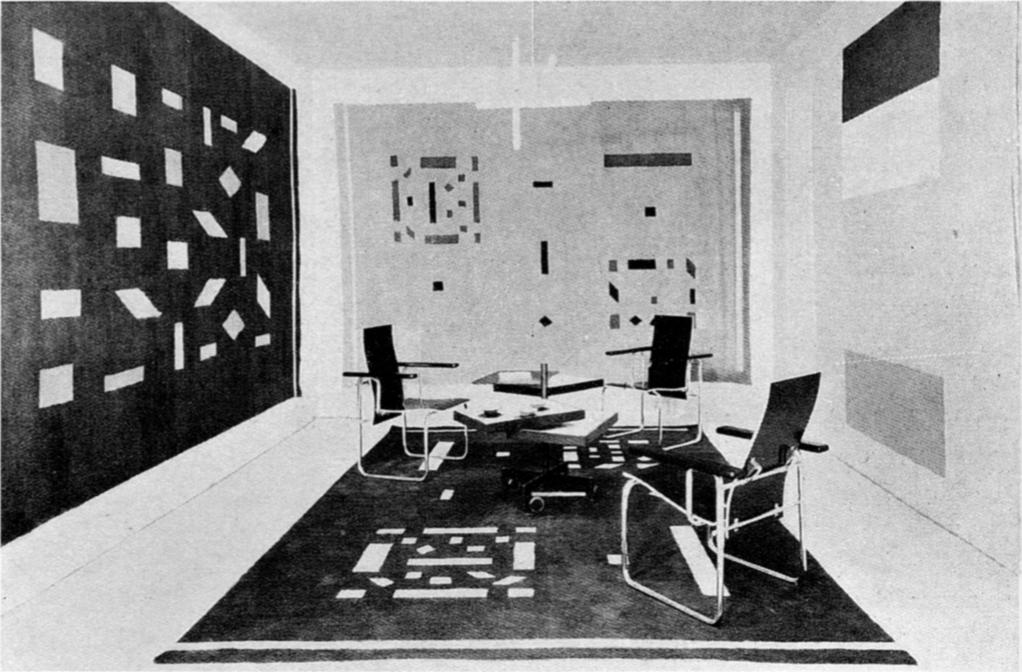
Metz & Co. bemutatóterem: falikárpitok (bal és hátsó falak) és a padlószőnyeg Bart van der Leck, a bútorok a Gerrit Rietveld és Huszár Vilmos munkája (1930)

Bart van der Leck (Utrecht, 1876. november 26. — Blaricum, Észak-Hollandia, 1958. november 14.) holland avantgárd festő.

## Élete, munkássága
Szakmai gyakorlaton vett rész mint pohárfestő, majd művészeti iskolában és művészeti akadémián tanult Amszterdamban. Korai rajzain impresszionista hatások mutatkoztak, különösen George Breitner és Ismael hatott rá. Az 1910-es évek közepétől megalakuló De Stijl csoporthoz csatlakozott. E csoportban Piet Mondrian, Theo van Doesburg voltak a meghatározó személyiségek, akik egyre inkább az absztrakt formák felé fordultak. Mondrian maga nem volt filozófiai, esztétikai gondolkodó, de nagyon sokat sajátított el M. H. J. Schoenmaekers holland matematikustól és filozófustól, aki kidolgozott egy neoplatonikus rendszert, amelyet ő maga „pozitív misztikának” vagy „képi matematikának” nevezett.
Van der Leck Larenben került kapcsolatba Schoenmaekersszel és Van Doesburggal és részt vett a De Stijl esztétikájának kialakításában, de hamar el is szakadt tőlük, s a maga sajátos módján tartott a realizmus felé, de soha nem lett realista, 1931–36 közt bekapcsolódott a párizsi Abstraction-Création művészcsoportba. Műalkotásait kevésbé ismerték Hollandián kivül, pedig számos faliszőnyeget és padlószőnyeget is tervezett. Nemzetközi vonatkozásban azonban Mondrian állt a műgyűjtők és a közönség érdeklődésének középpontjában. Van der Leck műveinek fő gyűjtője Kröller-Müller asszony volt.

## Művei (válogatás)
- Geometrikus kompozíció (1917; olaj, vászon, 95 x 102 cm; Stedelijk Múzeum, Amszterdam)[13]